# Daniel Antúnez
Daniel Antúnez Burgos (Santa Ana, 10 februari 1986) is een Amerikaans voetballer. In 2014 tekende hij een contract bij Arizona United.

## Clubcarrière
Antúnez werd op 24 januari 2008 in de derde ronde van de MLS SuperDraft 2008 als drieëndertigste gekozen door Colorado Rapids. Colorado bood hem echter geen contract aan en Antúnez tekende op 5 augustus 2008 dan ook bij de Rochester Rhinos uit de USL First Division. In 2009 tekende hij bij het Finse Pallo-Iirot. Na twee jaar in Finland bij Pallo-Iirot en FC Inter Turku tekende hij op 24 december 2010 bij het Mexicaanse Estudiantes Tecos. Een jaar later na een mindere periode bij Estudiantes Tecos tekende Antúnez opnieuw bij het Finse FC Inter Turku. Daar speelde hij in één seizoen opnieuw een aanzienlijk aantal wedstrijden. In de voorbereiding van het seizoen in 2013 tekende Antúnez bij het Amerikaanse Chivas USA. Hij maakte zijn debuut op 24 maart 2013 tegen Chicago Fire. Op 21 november 2013 werd hij van zijn contract bij Chivas USA ontbonden. Op 7 april 2014 tekende hij bij Arizona United uit de USL Pro.